# Ottone I di Bentheim
Ottone I di Bentheim, in olandese Otto I van Bentheim; in tedesco Otto I. (Bentheim) (1145 circa – prima del 13 febbraio 1208), fu conte di Bentheim dal 1176 fino alla sua morte.

## Origine
Secondo il capitolo nº 52 della Chronologia Johannes de Beke era il figlio terzogenito del decimo (secondo gli Annales Egmundani, fu il nono) conte d'Olanda, Teodorico VI e della futura contessa di Bentheim, Sofia di Rheineck, che, secondo gli Annales Egmundani, era figlia del conte di Rheineck ed conte palatino del Reno (come conferma anche il capitolo nº 52 della Chronologia Johannes de Beke), Ottone I di Salm e dell'erede della Contea di Bentheim, Gertrude di Northeim, che, secondo l'Annalista Saxo, era figlia del margravio di Frisia, Enrico di Northeim e della moglie, Gertrude di Braunschweig.
Teodorico VI d'Olanda, sia secondo il capitolo nº 49a della Chronologia Johannes de Beke, che secondo gli Annales Egmundani, era il figlio primogenito dell'ottavo conte d'Olanda, Fiorenzo II e della moglie, Gertrude o Petronilla di Lorena, che era la figlia secondogenita di Teodorico II, duca dell'Alta Lorena e della prima moglie, Edvige di Formbach, che era vedova di Gerardo di Supplimburgo. Infatti sempre il capitolo nº 49a della Chronologia Johannes de Beke, che la cita col nome di Petronilla, specifica che era la sorellastra uterina del futuro rex romanorum e poi imperatore, Lotario II di Supplimburgo (Petronillam Lotharii cesaris sororem).

## Biografia
Molte notizie su Ottone I di Bentheim (citato come Ottone IV), si possono reperire dalla Historiæ antiquissimæ comitatus Benthemiensis libri tres; Il capitolo III del libro III della è dedicato completamente a Ottone.
Nel 1148, morì suo zio Ottone II di Salm, il fratello maggiore di sua madre, Sofia di Rheineck, e, secondo il capitolo nº 54c della Chronologia Johannes de Beke, Ottone (assieme alla madre) divenne l'erede della Contea di Bentheim.
Circa due anni dopo, alla morte del nonno, nel 1150 (come confermano le Europäische Stammtafeln, vol II, 2 a pagina 182 (non consultate)), Ottone I di Salm, sua madre, Sofia, divenne contessa di Bentheim.
Nel 1151, secondo gli Annales Egmundani, morì suo fratello, il primogenito, Teodorico, detto il Pellegrino, in quanto nato durante il pellegrinaggio dei suoi genitori a Gerusalemme.
Suo padre, Teodorico VI morì nel 1157, come confermano gli Annales Egmundani: il conte Teodorico (Theodericus comes, filius Florentii crassi comitis) morì il 5 agosto (Nonas Augusti); mentre il capitolo nº 56 della Chronologia Johannes de Beke, riporta che Teodorico (Theodericus comes) morì, il 5 agosto (nonas Augusti), continuando che Fiorenzo fu inumato nell'abbazia di Egmond.
Dopo la morte del padre, suo fratello, il secondogenito, Fiorenzo, gli succedette, come Fiorenzo III, conte d'Olanda, mentre Ottone affiancò la madre, nella Contea di Bentheim.
Ottone aveva preso per moglie, prima del 1172, l'erede di Geldermalsen, Alverada di Cuyk-Arnsberg (ca. 1160-1230 circa), figlia del conte Goffredo I di Cuijk (ca. 1100-1167 circa) e della moglie, Ida di Arnsberg e sorella del conte Enrico I di Arnsberg (ca. 1128 -1200), che secondo gli Annales Egmundani, nel corso del 1172, fece prigioniero il cognato, Ottone, per la questione della dote.
Sua madre, Sofia, che era una donna molto devota, fece un altro pellegrinaggio a Gerusalemme, nel 1173, assieme ad Ottone; questo pellegrinaggio, assieme a Ottone, viene confermato anche dagli Annales Egmundani, che ricordano che rientrò in Olanda, in quello stesso anno.
Nel 1176, sua madre, Sofia fece un terzo ed ultimo pellegrinaggio a Gerusalemme, dove morì, come confermano sia gli Annales Egmundani, che il capitolo nº 56 della Chronologia Johannes de Beke, che specifica il giorno della morte: il 26 settembre (vi Kalenda octobris); inoltre ambedue le fonti specificano che fu tumulata nella chiesa di Santa Maria dell'Ordine teutonico a Gerusalemme (hospitale Teutonicorum) (ad hospitale quod est Theutonicorum sepelitur).
Ottone succedette alla madre, nella Contea di Bentheim, come Ottone I.
Suo fratello Baldovino, nel 1178, divenne il ventinovesimo vescovo di Utrecht, come ci conferma il Kronijk van Arent toe Bocop ed in quella stessa data concesse ad Ottone la viscontea di Coevorden, con tutti i benefici inerenti, come riporta il Gesta Episcopum Traiectensium.
Ottone pur avendo ottimi rapporti con Enrico il Leone, duca di Sassonia e duca di Baviera, riuscì a mantenere buoni rapporti anche con Federico Barbarossa, imperatore del Sacro Romano Impero. Infatti, nel 1189, Ottone, assieme al fratello, Fiorenzo III, conte d'Olanda partecipò alla terza crociata, al seguito di Federico Barbarossa, dove, ad Antiochia, sia l'imperatore che il fratello, morirono. Ma dopo la morte dell'imperatore fu tra quelli che non proseguirono la crociata.
Secondo il documento n° XI del Codex diplomatum Benthemiensi, nel 1196, Ottone, assieme al fratello Baldovino, dovette combattere contro il visconte di Coevorden: Baldovino, vescovo di Utrecht aveva sollevato il visconte dal suo ufficio, ma il visconte di Coevorden reagì rivoltandosi contro il vescovo che ebbe l'aiuto di Ottone di Bentheim. Ottone fu sconfitto nella battaglia di Roccloh. Solo l'intervento degli arcivescovi di Magonza, Corrado e Colonia, Adolfo, dopo che Baldovino aveva chiesto aiuto all'imperatore, Enrico VI, riuscì a porre termine al conflitto.
Secondo il documento n° XII del Codex diplomatum Benthemiensi, nel 1202, Ottone, assieme alla sorella, Sofia, badessa dell'abbazia di Rijnsburg, e al nipote, il conte d'Olanda, Teodorico VII fece una donazione all'abbazia di Rijnsburg.
Ottone viene citato nel documento nº 259 dell'Oorkondenboek Holland, datato 27 marzo (VI° kl. aprilis) 2003, inerenti ad una donazione del nipote, Teodorico VII, conte d'Olanda, in cui compare come testimone assieme al figlio, Baldovino.
Ottone, poi supportò suo nipote Guglielmo, quando, nel 1203, dopo la morte di suo fratello Teodorico VII, esautorò e fece prigioniera la nipote, l'unica erede di Teodorico VII, la contessa d'Olanda Ada, che era pronipote di Ottone, come ci informa il capitolo nº 63c della Chronologia Johannes de Beke.
Non si conosce la data esatta della morte di Ottone, ma si presume che morì prima del 13 febbraio 1208, in quanto in quella data non viene più citato, ma vengono citati i figli, Egberto e Baldovino (Egbertus de Benthem, Boidekinus frater suus) nel documento nº 277 dell'Oorkondenboek Holland, datato appunto 13 febbraio (idus februari) 2008, inerenti ad una donazione del nipote, Guglielmo I, conte d'Olanda, all'abbazia di Middelburg.

## Discendenza
Ottone aveva sposato con Alverada dalla quale aveva avuto cinque figli:
- Egberto († 1210 circa) citato nel documento nº 277 dell'Oorkondenboek Holland[29]. Fu assassinato
- Baldovino[27] († prima del 9 maggio 1248), succedette al padre, nella contea di Bentheim[31].
- Otto († 1219, Cesarea), vescovo di Münster, dal 1203
- Gertrude († 1240), badessa di Metelen dal 1219, alla sua morte
- Marina, sposata con Ricolt di Ochten

## Ascendenza
|                                           |                                       |                                  | Genitori                            |  |  | Nonni |  |  | Bisnonni                    |  |  | Trisnonni                  |  |
|                                           |                                       |                                  |                                     |  |  |       |  |  | Teodorico V, conte d'Olanda |  |  | Fiorenzo I, conte d'Olanda |  |
|                                           |                                       |                                  |                                     |  |  |       |  |  | Teodorico V, conte d'Olanda |  |  | Fiorenzo I, conte d'Olanda |  |
|                                           |                                       | Gertrude Billung                 |                                     |  |  |       |  |  | Teodorico V, conte d'Olanda |  |  |                            |  |
| Fiorenzo II, conte d'Olanda               |                                       |                                  |                                     |  |  |       |  |  | Teodorico V, conte d'Olanda |  |  |                            |  |
|                                           |                                       | Otelinda di Sassonia             | Magnus, duca di Sassonia            |  |  |       |  |  |                             |  |  |                            |  |
|                                           |                                       | Otelinda di Sassonia             | Magnus, duca di Sassonia            |  |  |       |  |  |                             |  |  |                            |  |
|                                           |                                       | Otelinda di Sassonia             | Sofia d'Ungheria                    |  |  |       |  |  |                             |  |  |                            |  |
| Teodorico VI, conte d'Olanda              |                                       | Otelinda di Sassonia             |                                     |  |  |       |  |  |                             |  |  |                            |  |
|                                           |                                       | Teodorico II, duca di Lorena     | Gerardo, duca di Lorena             |  |  |       |  |  |                             |  |  |                            |  |
|                                           |                                       | Teodorico II, duca di Lorena     | Gerardo, duca di Lorena             |  |  |       |  |  |                             |  |  |                            |  |
|                                           |                                       | Teodorico II, duca di Lorena     | Edvige di Namur                     |  |  |       |  |  |                             |  |  |                            |  |
| Petronilla di Lorena                      |                                       | Teodorico II, duca di Lorena     |                                     |  |  |       |  |  |                             |  |  |                            |  |
|                                           |                                       | Edvige di Formbach               | Federico, conte di Formbach         |  |  |       |  |  |                             |  |  |                            |  |
|                                           |                                       | Edvige di Formbach               | Federico, conte di Formbach         |  |  |       |  |  |                             |  |  |                            |  |
|                                           |                                       | Edvige di Formbach               | Gertrude di Haldensleben            |  |  |       |  |  |                             |  |  |                            |  |
| Ottone I, conte di Bentheim               |                                       | Edvige di Formbach               |                                     |  |  |       |  |  |                             |  |  |                            |  |
|                                           | Ermanno di Lussemburgo, conte di Salm | Giselberto, conte di Lussemburgo |                                     |  |  |       |  |  |                             |  |  |                            |  |
|                                           | Ermanno di Lussemburgo, conte di Salm | Giselberto, conte di Lussemburgo |                                     |  |  |       |  |  |                             |  |  |                            |  |
|                                           | Ermanno di Lussemburgo, conte di Salm | …                                |                                     |  |  |       |  |  |                             |  |  |                            |  |
| Ottone I di Salm, conte palatino del Reno | Ermanno di Lussemburgo, conte di Salm |                                  |                                     |  |  |       |  |  |                             |  |  |                            |  |
|                                           |                                       | Sofia di Formbach                | …                                   |  |  |       |  |  |                             |  |  |                            |  |
|                                           |                                       | Sofia di Formbach                | …                                   |  |  |       |  |  |                             |  |  |                            |  |
|                                           |                                       | Sofia di Formbach                | …                                   |  |  |       |  |  |                             |  |  |                            |  |
| Sofia di Rheineck                         |                                       | Sofia di Formbach                |                                     |  |  |       |  |  |                             |  |  |                            |  |
|                                           |                                       | Enrico, margravio di Frisia      | Ottone di Northeim, duca di Baviera |  |  |       |  |  |                             |  |  |                            |  |
|                                           |                                       | Enrico, margravio di Frisia      | Ottone di Northeim, duca di Baviera |  |  |       |  |  |                             |  |  |                            |  |
|                                           |                                       | Enrico, margravio di Frisia      | Richenza di Svevia                  |  |  |       |  |  |                             |  |  |                            |  |
| Gertrude di Northeim                      |                                       | Enrico, margravio di Frisia      |                                     |  |  |       |  |  |                             |  |  |                            |  |
|                                           |                                       | Gertrude di Brunswick            | Egberto I, margravio di Meißen      |  |  |       |  |  |                             |  |  |                            |  |
|                                           |                                       | Gertrude di Brunswick            | Egberto I, margravio di Meißen      |  |  |       |  |  |                             |  |  |                            |  |
|                                           |                                       | Gertrude di Brunswick            | Immilla di Torino                   |  |  |       |  |  |                             |  |  |                            |  |
|                                           |                                       | Gertrude di Brunswick            |                                     |  |  |       |  |  |                             |  |  |                            |  |